# フサイチコンコルド
フサイチコンコルド（欧字名:Fusaichi Concorde、1993年2月11日 - 2014年9月8日）は、日本の競走馬、種牡馬である。1996年にわずか3戦のキャリアで東京優駿（日本ダービー）を勝ったことから、「和製ラムタラ」の異名をとった。主戦騎手は藤田伸二。
半弟にミラクルアドマイヤ、ボーンキング、アンライバルドがいる。馬名の「コンコルド」とは超音速旅客機のコンコルドのことではなく、フランスにあるコンコルド広場（将来の凱旋門賞制覇を夢見て名付けたと言われている）に由来しているが、1996年日本ダービーを制した際にはフジテレビにおいて「音速の末脚が炸裂する！」と実況されている。

## 経歴

### 生い立ち
1992年12月、フランスダービー優勝馬カーリアンとの仔を宿した繁殖牝馬バレークイーンが、イギリスのニューマーケットの繁殖牝馬セールに上場され、吉田勝己が約3000万円で購入した。輸入検疫など21日を要して、1993年1月に日本に到着した。
2月11日に社台ファーム早来にて、バレークイーンの初仔（後のフサイチコンコルド）が誕生した。ところが出産直後のバレークイーンは、日本への輸送による環境の変化やストレスに興奮、発汗を催し、自身が産んだ仔の左首を強く噛んだ。仔は、人間の掌以上の範囲で腫れて水が溜まってしまった。素早く興奮する母にトランキライザーが注射され、仔はスタッフが治療し、包帯が巻かれた。しかし治療の際、スタッフが仔と体を寄せ合う「スキンシップ」を行ったことで、仔の人間に対する警戒心が解かれ、以後、容易に人馬の連携することが可能になった。その後は、他と同じように母仔で幼少期を過ごした。

### 幼駒時代
ノーザンファームでの調教では、常歩からキャンターまで通常は1時間ほどで切り上げていたが、フサイチコンコルドは2時間、3時間と行うことができていた。牧場スタッフは次第に、東京優駿（日本ダービー）を意識し、通常朝6時半から行う調教を4時半から行い、わざと馬が驚く石の上を歩かせるなど特別メニューをこなした。冬はこれまで雪の上で行っていたが、フサイチコンコルドの調教のためにウッドチップコースを新設した。冬のコースには3時間おきに地ならしを行い、不凍液を撒くなど手間をかけていた。
3歳（1995年）11月に競走馬デビューを目指して、1995年9月10日にノーザンファームを離れた。宮城県山元町の山元トレーニングセンターを経由して、栗東トレーニングセンターの小林厩舎に入厩する予定であったが、輸送中に輸送性の軽い肺炎を発症し、40度を超える高熱を出した。そのため、山元トレーニングセンターに留まって治療を行い、調教することができなかった。加えて、体温が安定せず、「逆体温」（朝よりも日中の体温が低い）と呼ばれる体質であることが判明した。
11月末に栗東トレーニングセンター、小林厩舎に入厩。小林は、坂路で併せ馬をする際に並走相手を前後半で切り替える「特別な調教法」を考案し、ソラの矯正や闘争心の植え付けさせた。3歳の年末には、坂路調教にて古馬の一線級よりも速いタイムで駆けるようになり、小林はこの時点でダービーを勝利できると考えていた。

### 競走馬時代

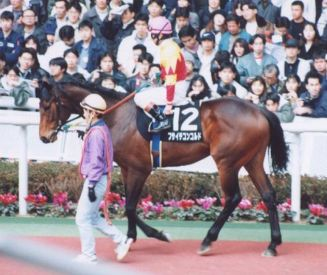
すみれステークス出走時

1996年1月5日、「関西の秘密兵器」と噂される中、京都競馬場の新馬戦でデビュー。単勝1番人気の支持を受け、好位から追い込み、後方に1馬身半差をつけて「あっさり」（井口民樹）と勝利した。レース後騎乗した藤田伸二は「素直でレースセンスのいい馬」と評した。2か月間を空け、すみれステークスを勝利し、皐月賞へ出走できるだけの収得賞金を加算した。しかし、発熱で思い通りに調教することができなかったため、皐月賞を回避し目標を改めてダービーに定めることとなった。

続いてダービーのトライアル競走である青葉賞への出走を検討した。開催日5月4日がゴールデンウィークに重なり、栗東から開催される東京競馬場（東京都府中市）までの輸送に用いる東名高速道路の混雑が考えられた。渋滞により輸送時間の長期化を危惧し、1週間後のトライアル競走であるプリンシパルステークスへの出走を決定した。しかし東京に到着すると、38.5度の熱を出し、翌日には38.7度と下がることはなかった。よって同競走回避することとなり、そのためダービー出走は賞金的に出否が微妙になった。小林は後にこう振り返る。
同厩舎同馬主（関口房朗）のフサイチシンイチが900万円以下条件戦を勝ち上がりコンコルドより収得賞金が多くなり、小林と関口はコンコルドが出走できるならシンイチの回避も考えていたが、何とか2頭そろって出走にこぎつけた。しかし、東京への輸送後にまた38.7度の発熱となり小林は「もしダービーじゃなかったら使わずに帰ってたでしょうな」と出走取消も考えられた。
迎えた第63回東京優駿（日本ダービー）で1番人気に支持されたのは、皐月賞を同様に熱発で回避したものの、プリンシパルステークスを勝利したダンスインザダークだった。皐月賞2着のロイヤルタッチが2番人気、1着のイシノサンデーが3番人気と、3頭のサンデーサイレンス産駒が人気を集めていた。フサイチコンコルドは、無敗とはいえキャリアがわずか2戦、度重なる熱発ということもあり、「関西の秘密兵器」として穴人気をしていたものの7番人気にとどまった。そんな中、レース前に関口は、フサイチコンコルドの単勝式を100万円購入、さらに関口の会社の社員にも同様に単勝式100万円を購入させていた。小林は騎乗する藤田に、ロスを防ぐためにコースの内側を走るように指示した。
レースはサクラスピードオーがスローペースで逃げ、ダンスインザダークが3、4番手の絶好の位置につけていた。フサイチコンコルドはスタートでわずかに出遅れたものの、7、8番手からダンスインザダークをマークする形で進んだ。最後の直線でダンスインザダークが抜け出したが、外からフサイチコンコルドが差を詰め、2頭でゴール板直前まで競り合い、フサイチコンコルドがダンスインザダークをクビ差退けて先頭で入線、ダービー制覇を果たした。関口は初重賞制覇がダービーとなり、藤田は史上2番目の若さとなる24歳でダービージョッキーに輝いた。3戦でのダービー制覇は1943年のクリフジ以来53年ぶりで、戦後初の快挙となった。関口及びその社員が購入した単勝式は2760円の配当となり、関口は優勝賞金のほかに馬券収入5520万円を獲得した。
その後も体質の弱さは相変わらずで、菊花賞のトライアルとして京都新聞杯を予定していたが、調整が間に合わず翌週のカシオペアステークスで復帰。圧倒的な1番人気に推されたが、大逃げを打ったメジロスズマルを捕まえ切れず、5馬身差の2着と完敗、初黒星を喫した。菊花賞ではダンスインザダークに次ぐ2番人気だったが、最後の直線でダンスインザダークとロイヤルタッチに交わされ3着に敗れた。
菊花賞後、左前脚に骨膜炎が判明して休養となった。5歳となり天皇賞（春）への出走を検討したが、春に屈腱炎となるなど再び脚部不安に悩まされ、菊花賞以降一度も出走することなく5歳の秋に引退。1997年11月16日、東京競馬場に両前脚にバンデージが巻かれた状態で引退式に登場。藤田も騎乗せず、スタンド前で引かれた状態にて行われた。

## 競走成績
以下の内容は、netkeiba.comの情報に基づく。
| 競走日     | 競馬場 | 競走名      | 格 | 頭 数 | 枠 番 | 馬 番 | オッズ （人気） | オッズ （人気） | 着順 | 騎手     | 斤量 [kg] | 距離（馬場）  | タイム （上り3F） | 秒差 | 1着馬（2着馬）         | 馬体重 [kg] |
| ---------- | ------ | ----------- | -- | ----- | ----- | ----- | --------------- | --------------- | ---- | -------- | --------- | ------------- | ----------------- | ---- | ---------------------- | ----------- |
| 1996.01.05 | 京都   | 4歳新馬     |    | 14    | 7     | 12    | 01.9            | （1人）         | 1着  | 藤田伸二 | 55        | 芝1800m（良） | 1:49.9 (34.7)     | -0.2 | （ヒシビート）         | 492         |
| 0000.03.09 | 阪神   | すみれS     | OP | 13    | 8     | 12    | 02.1            | （1人）         | 1着  | 藤田伸二 | 55        | 芝2200m（良） | 2:16.0 (34.5)     | -0.1 | （セイントリファール） | 490         |
| 0000.06.02 | 東京   | 東京優駿    | GI | 17    | 7     | 13    | 27.6            | （7人）         | 1着  | 藤田伸二 | 57        | 芝2400m（良） | 2:26.1 (34.9)     | -0.0 | （ダンスインザダーク） | 494         |
| 0000.10.19 | 京都   | カシオペアS | OP | 11    | 8     | 10    | 01.3            | （1人）         | 2着  | 藤田伸二 | 57        | 芝2000m（良） | 2:00.3 (34.6)     | -0.8 | メジロスズマル         | 512         |
| 0000.11.03 | 京都   | 菊花賞      | GI | 17    | 2     | 4     | 05.0            | （2人）         | 3着  | 藤田伸二 | 57        | 芝3000m（良） | 3:05.2 (34.4)     | -0.1 | ダンスインザダーク     | 508         |

## 種牡馬として
フサイチコンコルドは1998年から種牡馬となり、総額10億2000万円のシンジゲートが組まれ、社台スタリオンステーションとブリーダーズ・スタリオン・ステーションで繋養された。
ブルーコンコルド（東京大賞典・JBCスプリント・マイルチャンピオンシップ南部杯などG1を7勝）、バランスオブゲーム（弥生賞・毎日王冠・中山記念など重賞を7勝）、オースミハルカ（エリザベス女王杯2年連続2着、チューリップ賞・クイーンステークスなど重賞を4勝）などを輩出している。
ブルードメアサイアーとしての産駒も2006年より競走馬として走っており、2009年にジョーカプチーノがファルコンステークスとNHKマイルカップを制し、ブルードメアサイアーとしての重賞競走初勝利を記録している。
2011年10月、シンジケートの解散にともない種牡馬引退が決まり、余生を送るため青森県の太田ファームへ移動したが、現地生産者からの要望があり、2013年時点でも種牡馬として供用されていた。
2014年9月6日、放牧した際に転倒し左後脚を骨折。7日には自力で起き上がれなくなり、2014年9月8日午後5時ごろに息を引き取った。

## 主な産駒
- 1999年産

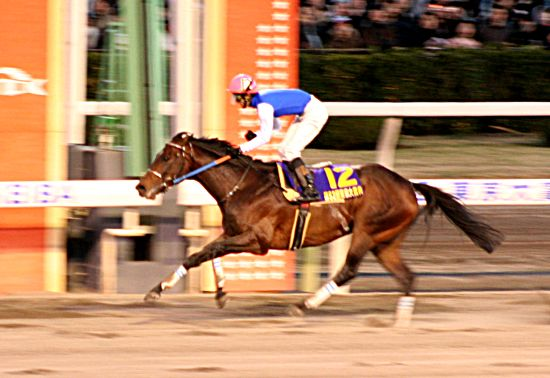
ブルーコンコルド

  - バランスオブゲーム（弥生賞、セントライト記念、毎日王冠、中山記念2回、オールカマー、新潟2歳ステークス）[15]
- 2000年産
  - ブルーコンコルド（マイルチャンピオンシップ南部杯3回、JBCスプリント、JBCマイル、東京大賞典、かしわ記念、京王杯2歳ステークス）[16]
  - オースミハルカ（チューリップ賞、クイーンステークス2回、府中牝馬ステークス）[17]
- 2001年産
  - ニューシーストリー（オータムカップ、園田金盃）[18]
- 2003年産
  - モエレジーニアス（函館2歳ステークス）[19]
  - パフィオペディラム（TCKディスタフ2回、栄冠賞）[20]
- 2005年産
  - ディラクエ（北海道2歳優駿、京浜盃）[21]
  - フサイチクローバー（荒炎賞）[22]
- 2008年産
  - カネマサコンコルド（北海道2歳優駿）[23]
- 2009年産
  - エミーズパラダイス（フローラルカップ、ロジータ記念）[24]

### ブルードメアサイアーとして
- 2006年産
  - ジョーカプチーノ：NHKマイルカップ、ファルコンステークス、シルクロードステークス（父マンハッタンカフェ）[25]
- 2009年産
  - オースミイチバン：兵庫チャンピオンシップ、ダイオライト記念（父アグネスタキオン）[26]
- 2010年産
  - ウキヨノカゼ：クイーンカップ、キーンランドカップ、福島牝馬ステークス（父オンファイア）[27]
- 2012年産
  - リワードヘヴン：土佐春花賞（父アサクサデンエン）
- 2021年産
  - リケアサブル：兵庫ユースカップ、ネクストスター西日本（父ベストウォーリア）

## 血統表
| フサイチコンコルドの血統                  | フサイチコンコルドの血統                | フサイチコンコルドの血統                | （血統表の出典）                        | （血統表の出典） |
| 父系                                      | ニジンスキー系                          | ニジンスキー系                          | ニジンスキー系                          | [ § 2 ]          |
| 父 Caerleon 1980 鹿毛                     | 父の父Nijinsky 1967 鹿毛                | Northern Dancer                         | Nearctic                                | Nearctic         |
| 父 Caerleon 1980 鹿毛                     | 父の父Nijinsky 1967 鹿毛                | Northern Dancer                         | Natalma                                 |                  |
| 父 Caerleon 1980 鹿毛                     | 父の父Nijinsky 1967 鹿毛                | Flaming Page                            | Bull Page                               | Bull Page        |
| 父 Caerleon 1980 鹿毛                     | 父の父Nijinsky 1967 鹿毛                | Flaming Page                            | Flaring Top                             |                  |
| 父 Caerleon 1980 鹿毛                     | 父の母Foreseer 1969 黒鹿毛              | Round Table                             | Princequillo                            | Princequillo     |
| 父 Caerleon 1980 鹿毛                     | 父の母Foreseer 1969 黒鹿毛              | Round Table                             | Knight's Daughter                       |                  |
| 父 Caerleon 1980 鹿毛                     | 父の母Foreseer 1969 黒鹿毛              | Regal Gleam                             | Hail to Reason                          | Hail to Reason   |
| 父 Caerleon 1980 鹿毛                     | 父の母Foreseer 1969 黒鹿毛              | Regal Gleam                             | Miz Carol                               |                  |
| 母 *バレークイーン Ballet Queen 1988 鹿毛 | 母の父Sadler's Wells 1981 鹿毛          | Northern Dancer                         | Nearctic                                | Nearctic         |
| 母 *バレークイーン Ballet Queen 1988 鹿毛 | 母の父Sadler's Wells 1981 鹿毛          | Northern Dancer                         | Natalma                                 |                  |
| 母 *バレークイーン Ballet Queen 1988 鹿毛 | 母の父Sadler's Wells 1981 鹿毛          | Fairy Bridge                            | Bold Reason                             | Bold Reason      |
| 母 *バレークイーン Ballet Queen 1988 鹿毛 | 母の父Sadler's Wells 1981 鹿毛          | Fairy Bridge                            | Special                                 |                  |
| 母 *バレークイーン Ballet Queen 1988 鹿毛 | 母の母Sun Princess 1980 鹿毛            | *イングリッシュプリンス                 | Petingo                                 | Petingo          |
| 母 *バレークイーン Ballet Queen 1988 鹿毛 | 母の母Sun Princess 1980 鹿毛            | *イングリッシュプリンス                 | English Miss                            |                  |
| 母 *バレークイーン Ballet Queen 1988 鹿毛 | 母の母Sun Princess 1980 鹿毛            | Sunny Valley                            | Val de Loir                             | Val de Loir      |
| 母 *バレークイーン Ballet Queen 1988 鹿毛 | 母の母Sun Princess 1980 鹿毛            | Sunny Valley                            | Sunland                                 |                  |
| 母系(F-No.)                               | Sunny Valley系(FN:1-l)                  | Sunny Valley系(FN:1-l)                  | Sunny Valley系(FN:1-l)                  | [ § 3 ]          |
| 5代内の近親交配                           | Northern Dancer 3×3、Hail to Reason 4×5 | Northern Dancer 3×3、Hail to Reason 4×5 | Northern Dancer 3×3、Hail to Reason 4×5 | [ § 4 ]          |
| 出典                                      | 1. 2. 3. 4.                             | 1. 2. 3. 4.                             | 1. 2. 3. 4.                             | 1. 2. 3. 4.      |

- 半妹グレースアドマイヤ（父:トニービン）は府中牝馬ステークス（GII）2着[31]。
  - その産駒（本馬の甥にあたる）に、リンカーン（阪神大賞典、京都大賞典、日経賞（GII）[32]やヴィクトリー（皐月賞（GI）[33]。
- 半弟ミラクルアドマイヤ（父:トニービン）は3戦1勝の実績だが[34]、良血を買われて種牡馬入りしている。代表産駒はカンパニー（天皇賞（秋）・マイルチャンピオンシップ（GI）大阪杯（GII）京阪杯・関屋記念（GIII）など）[35]。
- 半弟ボーンキング（父:サンデーサイレンス）京成杯（GIII）[36]。
- 半弟アンライバルド（父:ネオユニヴァース）皐月賞（GI）[37]。
- 姪にアンブロワーズ（函館2歳ステークス（GIII）、阪神ジュベナイルフィリーズ（GI）2着）
- 母バレークイーンの全兄にPrince of Dance（デューハーストステークス）。
- 祖母Sun PrincessはイギリスG1を2勝（オークス、セントレジャーステークス）。
- 曾祖母Sunny Valleyの産駒にサドラーズホール（イギリスG1コロネーションカップ、種牡馬）がいるほか、子孫に以下の馬がいる。
  - エリンバード（イタリア1000ギニー。1994年にフランスG2オペラ賞で1位入線も5着に降着。繁殖牝馬として日本に輸出され、娘のエリンコート(父デュランダル)がオークスを制した。）[38]
  - アドマイヤラピス（ステイヤーズステークス（GII）2着）[39]
    - アドマイヤホープ（アドマイヤラピス産駒、全日本2歳優駿（GI）・北海道2歳優駿（GIII）[40]
    - アドマイヤフジ（アドマイヤラピス産駒、日経新春杯（GII）・中山金杯（GIII）[41]
    - アドマイヤコスモス（アドマイヤラピス産駒、福島記念（GIII）[42]